# Андростендиол
Андростендиол, или 5-Андростендиол (А5 или Δ5-диол), также известен как андрост-5-ен-3β,17β-диол, слабый эндогенный андрогенный гормон, участвующий в синтезе тестостерона из дегидроэпиандростерона (ДГЭА). Тесно связан с андростендионом (андрост-4-ен-3,17-дион). Секретируется яичниками, а также в небольших количествах секретируется корой надпочечников у обоих полов и яичками у мужчин. Андрогенное действие андростендиола значительно слабее, чем у тестостерона. Андростендиол служит основным источником андрогенов, ароматизируемых в эстрогены в периферических тканях: он легче и в большей степени ароматизируется в эстрогены, чем тестостерон. Коринеформные бактерии, обильно обитающие на теле в потовых зонах, выделяя ферменты, вызывают превращение содержащегося в поте андростендиола в летучие стероиды, которые во многом определяют неприятный мускусный запах пота.

## Исследование в качестве средства снижения влияния радиации на организм
Ценность андростендиола в качестве радиационной контрмеры основана главным образом на стимуляции выработки лейкоцитов и тромбоцитов. Его использование в качестве меры радиационного противодействия предложено Научно-исследовательским институтом радиобиологии вооруженных сил США (AFRRI) и впоследствии изучено AFRRI и компанией Hollis-Eden Pharmaceuticals под торговой маркой Neumune для лечения острой лучевой болезни.
Клинические испытания на макаках-резусах завершились успешно. Согласно отчету Hollis-Eden, только 12,5 % из 40 животных, получавших Neumune, умерли по сравнению с 32,5 % в контрольной группе.
Hollis-Eden подала заявку на получение контракта от Минздрава США в рамках госзакупки (RFP) BioShield по противодействию влияния радиации. В течение 2,5 лет компания отчитывалась, что Neumune находится в конкурентной проработке. 9 марта 2007 г. госзакупка была отменена Минздравом. Согласно Минздраву, «препарат больше не находился в конкурентной проработке». Никаких дополнительных объяснений дано не было. В результате, Hollis-Eden прекратила заниматься этим направлением.